# Лебапский велаят
Лебапский велаят (туркм. Lebap welaýaty) — административно-территориальная единица на востоке Туркменистана. Административный центр велаята — город Туркменабад. Хяким — Шохрат Амангельдиев (с 7 февраля 2020 года).

## История
Образован 14 декабря 1992 года на территории бывшей Чарджоуской области.
25 ноября 2017 года Парламентом Туркменистана был изменён статус Магданлы и Сейди с городов с правами этрапа на города в составе соответственно Кёйтендагского и Дяневского этрапов, куда также были включены их генгешлики.
Кроме того, в этот же день были упразднены этрап Бейик Туркменбаши (территория передана в состав Довлетлийского этрапа), Гарашсызлыкский этрап (территория передана в состав Дяневского этрапа), Гарабекевюлский этрап (территория передана в состав Халачского этрапа), Сакарский этрап (территория передана в состав Саятского этрапа).
9 ноября 2022 года в Лебапском велаяте были упразднены Довлетлийский и Фарапский этрапы.

## Административно-территориальное деление
В состав Лебапского велаята входят 8 этрапов и 1 город с правами этрапа.
15 городов:
1. Газоджак (бывший Газ-Ачак, Ачак)
2. Гарабекевюл
3. Дарганата
4. Достлук
5. Дянев
6. Керки (бывший Атамурат)
7. Койтендаг
8. Магданлы
9. Сакар
10. Саят
11. Сейди
12. Туркменабад (бывший Чарджоу),
13. Фарап
14. Халач
15. Ходжамбаз

8 этрапов:
1. Дарганатынский этрап (бывший Дарган-Атинский, Биратинский),
2. Дяневский этрап (бывший Дейнауский, Галкынышский),
3. Керкинский этрап (бывший Атамыратский),
4. Кёйтендагский этрап (бывший Чаршангинский),
5. Саятский этрап,
6. Халачский этрап,
7. Ходжамбазский этрап (бывший Ходжамбасский),
8. Чарджевский этрап (бывший Чарджоуский, Сердарабатский).

## Экономика
Экономика велаята определяется крупными запасами минерального сырья, а также богатыми земельными и водными ресурсами. Ведущая роль принадлежит отраслям топливно-энергетического комплекса, на долю которых приходится около 35,5 % промышленного производства региона. Ведущими из отраслей являются нефтеперерабатывающая и газодобывающая, которые представлены такими гигантами, как Сейдинский НПЗ и Наипский комплекс по выпуску сжиженного газа. Химическая промышленность ориентируется на производство минеральных удобрений из местного сырья.

## Природа

Горы Койтендаг, Лебапский велаят

Климат — резко континентальный, главная река — Амударья. На территории велаята расположены Репетекский заповедник и  Амударьинский заповедник, а также горный хребет Кугитангтау (Кёйтендаг).

## Промышленность
Промышленность строительных материалов базируется на местной сырьевой базе. На долю предприятий отрасли приходится основное производство строительного кирпича (39,9 %) в стране.
По производству хлопка-волокна (34,1 %) и шёлковых тканей (90,2 %) велаят занимает третье место после велаятов Мары и Ахал. В структуре валовой продукции сельского хозяйства значительное место занимает животноводство, на долю которого приходится 67,7 %. Развито каракульское овцеводство.

## Хякимы
| No | Имя                             | Назначен   | Уволен     | Причина увольнения               |
| 1  | Одеев, Пиркули                  | 26.06.1992 | 14.03.1996 | переход на другую работу         |
| 2  | Розыев, Курбанмурад             | 14.03.1996 | 13.12.1998 |                                  |
| 3  | Ниязлиев, Оразмурад             | 13.12.1998 | 21.11.2000 | за серьезные недостатки в работе |
| 4  | Реджепов, Бердымурад Реджепович | 27.11.2000 | 09.07.2001 | переход на другую работу         |
| 5  | Ахмедов, Гедай                  | 09.07.2001 | 07.10.2005 | за недостатки в работе           |
| 6  | Чашаев, Овездурды               | 07.10.2005 | 27.11.2006 | переход на другую работу         |
| 7  | Мамедов, Тагаймурад             | 27.11.2006 | 12.11.2007 | по состоянию здоровья            |
| 8  | Одебырдыев, Чарыяркули          | 12.11.2007 | 15.01.2009 | за недостатки в работе           |
| 9  | Яйылов, Ягшимурад               | 15.01.2009 | 12.04.2013 | за недостатки в работе           |
| 10 | Джораев, Мухаммед               | 12.04.2013 | 08.01.2016 | за серьезные недостатки в работе |
| 11 | Чарлиев, Чарыгельды             | 08.01.2016 | 27.11.2017 | переход на другую работу         |
| 12 | Атахаллыев, Тангрыгулы          | 27.11.2017 | 07.02.2020 | переход на другую работу         |
| 13 | Амангелдиев, Шохрат             | 07.02.2020 |            | действующий                      |